# Strangalia succincta
Strangalia succincta là một loài bọ cánh cứng trong họ Cerambycidae.